# 谷口紀男
谷口 紀男（たにぐち のりお、1912年5月27日 - 1999年11月15日）は、日本の材料科学者。山梨大学名誉教授。 大分県出身。「ナノテクノロジー」の命名者。

## 略歴
1912年5月27日、大分県に生まれる。1936年3月、東京帝国大学工学部造兵学科卒業後、民間企業を経て、1940年3月、山梨大学工学部の前身山梨高等工業学校機械工学科に教授として着任。以後26年にわたって勤務し、1953年山梨大学工学部教授以後、山梨大学教授として工学部機械工学科、精密工学科（現機械システム工学科）に勤務。1961年第4代山梨大学工学部長に就任。山梨大学を退官後、理化学研究所主任研究員、東京理科大学理工学部機械工学科教授などを歴任。1999年11月15日死去。享年87。
第14代精密工学会会長、大河内記念会理事、精機学会自動組み立て委員会長、大越記念会長、学術振興会研究委員、光学工業研究組合委員長、米国生産技術者協会 (SMC) 東京支部長、日本時計協会理事などを歴任、我が国の「精密工学の父」と仰がれている。
1957年時計学会入会。1960年より理事。1998年健康上の理由で理事を退任。38年にわたり理事を務めた。

## 業績
「ナノテクノロジー」の概念を提唱。
1974年、日本で開催された「国際生産技術会議」(ICPE) において谷口紀男 (当時、東京理科大学理工学部機械工学科教授) が初めて「ナノテクノロジー」という言葉を用い、その概念を提唱した。
精密加工の精度が2000年には1 nmの程度になると予測し、そのための総合生産技術が必要になると予測した。

## 著書
- 脆性材料の衝撃破壊加工法 （誠文堂新光社）
- 材料と加工 （共立社）
- ナノテクノロジの基礎と応用 （工業調査会）
- ＳＭＥ自動組立の実用化技術 （工業調査会）
- 自動組立技術入門日刊 （工業新聞社）
- Energy Processing of Materials (Oxford Press)
- Nanotechnology (Oxford University Press)